# Short track agli VIII Giochi asiatici invernali - 1000 metri maschili
La specialità dei 1000 metri maschili di short track degli VIII Giochi asiatici invernali si è svolta il 22 febbraio 2017 all'Arena del Ghiaccio Makomanai nel distretto di Minami-ku a Sapporo, in Giappone. 

## Risultati
Legenda
- ADV — Avanzamento
- PEN — Penalità
- q — Qualifificato per il tempo

### Batterie

#### Gruppo 1
| Class | Atleta                        | Tempo    | Note |
| ----- | ----------------------------- | -------- | ---- |
| 1     | Lee Jung-su (KOR)             | 1:29.747 | Q    |
| 2     | Alex Bryant (AUS)             | 1:30.554 | Q    |
| 3     | Kelvin Tsang (HKG)            | 1:33.122 | q    |
| 4     | Allan Chandra Moedjiono (INA) | 1:48.441 |      |
| 5     | Jumah Al-Sulaiti (QAT)        | 2:11.590 |      |

#### Gruppo 2
| Class | Atleta                   | Tempo    | Note |
| ----- | ------------------------ | -------- | ---- |
| 1     | Seo Yi-ra (KOR)          | 1:31.159 | Q    |
| 2     | Han Tianyu (CHN)         | 1:31.189 | Q    |
| 3     | Ben Whiteside (NZL)      | 1:34.838 |      |
| 4     | Steavanus Wihardja (INA) | 1:39.367 |      |
| 5     | Atip Navarat (THA)       | 1:39.473 |      |

#### Gruppo 3
| Class | Atleta                     | Tempo    | Note |
| ----- | -------------------------- | -------- | ---- |
| 1     | Hiroki Yokoyama (JPN)      | 1:37.281 | Q    |
| 2     | Pierre Boda (AUS)          | 1:37.585 | Q    |
| 3     | Wong De Vin (MAS)          | 1:39.925 |      |
| 4     | Akash Aradhya (IND)        | 1:40.375 |      |
| 5     | Mubarak Al-Mohannadi (QAT) | 2:10.332 |      |

#### Gruppo 4
| Class | Atleta                    | Tempo    | Note |
| ----- | ------------------------- | -------- | ---- |
| 1     | Keita Watanabe (JPN)      | 1:35.527 | Q    |
| 2     | Mersaid Zhaxybayev (KAZ)  | 1:35.835 | Q    |
| 3     | Mohammed Al-Sahouti (QAT) | 2:11.778 | ADV  |
| —     | Lin Xian-you (TPE)        | PEN      |      |

#### Gruppo 5
| Class | Atleta                     | Tempo    | Note |
| ----- | -------------------------- | -------- | ---- |
| 1     | Wu Dajing (CHN)            | 1:32.338 | Q    |
| 2     | Adil Galiakhmetov (KAZ)    | 1:32.495 | Q    |
| 3     | Su Jun-peng (TPE)          | 1:33.857 | q    |
| 4     | Lucas Ng (SGP)             | 1:34.332 |      |
| 5     | Hazim Syahmi Shahrum (MAS) | 1:40.704 |      |

#### Gruppo 6
| Class | Atleta                       | Tempo    | Note |
| ----- | ---------------------------- | -------- | ---- |
| 1     | Sin Da-woon (KOR)            | 1:31.615 | Q    |
| 2     | Yerkebulan Shamukhanov (KAZ) | 1:31.790 | Q    |
| 3     | Lin Chun-chieh (TPE)         | 1:36.291 |      |
| 4     | Teerasak Boonpok (THA)       | 1:39.694 |      |
| 5     | G. V. Raghavendra (IND)      | 1:43.239 |      |

#### Gruppo 7
| Class | Atleta                        | Tempo    | Note |
| ----- | ----------------------------- | -------- | ---- |
| 1     | Kazuki Yoshinaga (JPN)        | 1:28.686 | Q    |
| 2     | Choe Un-song (PRK)            | 1:29.508 | Q    |
| 3     | Sidney Chu (HKG)              | 1:33.592 | q    |
| 4     | Ashwin D'Silva (IND)          | 1:39.562 |      |
| 5     | Prakit Bovornmongkolsak (THA) | 1:44.725 |      |

#### Gruppo 8
| Class | Atleta                       | Tempo    | Note |
| ----- | ---------------------------- | -------- | ---- |
| 1     | Andy Jung (AUS)              | 1:31.828 | Q    |
| 2     | Xu Hongzhi (CHN)             | 1:32.122 | Q    |
| 3     | Chris Jarden (NZL)           | 1:33.266 | q    |
| 4     | Oky Andrianto (INA)          | 1:39.051 |      |
| 5     | Khairil Ridhwan Khalil (MAS) | 1:44.021 |      |

### Quarti di finale

#### Gruppo 1
| Class | Atleta                 | Tempo    | Note |
| ----- | ---------------------- | -------- | ---- |
| 1     | Kazuki Yoshinaga (JPN) | 1:28.307 | Q    |
| 2     | Hiroki Yokoyama (JPN)  | 1:28.455 | Q    |
| 3     | Choe Un-song (PRK)     | 1:28.561 |      |
| 4     | Pierre Boda (AUS)      | 1:29.572 |      |
| 5     | Kelvin Tsang (HKG)     | 1:33.467 |      |

#### Gruppo 2
| Class | Atleta                   | Tempo    | Note |
| ----- | ------------------------ | -------- | ---- |
| 1     | Lee Jung-su (KOR)        | 1:27.199 | Q    |
| 2     | Keita Watanabe (JPN)     | 1:27.289 | Q    |
| 3     | Mersaid Zhaxybayev (KAZ) | 1:28.145 | q    |
| 4     | Alex Bryant (AUS)        | 1:28.609 |      |
| 5     | Chris Jarden (NZL)       | 1:29.333 |      |

#### Gruppo 3
| Class | Atleta                  | Tempo    | Note |
| ----- | ----------------------- | -------- | ---- |
| 1     | Han Tianyu (CHN)        | 1:25.899 | Q    |
| 2     | Seo Yi-ra (KOR)         | 1:25.984 | Q    |
| 3     | Adil Galiakhmetov (KAZ) | 1:26.111 | q    |
| 4     | Sidney Chu (HKG)        | 1:32.711 |      |
| —     | Wu Dajing (CHN)         | PEN      |      |

#### Gruppo 4
| Class | Atleta                       | Tempo    | Note |
| ----- | ---------------------------- | -------- | ---- |
| 1     | Sin Da-woon (KOR)            | 1:27.774 | Q    |
| 2     | Xu Hongzhi (CHN)             | 1:28.945 | Q    |
| 3     | Andy Jung (AUS)              | 1:28.968 |      |
| 4     | Su Jun-peng (TPE)            | 1:31.049 |      |
| 5     | Mohammed Al-Sahouti (QAT)    | 2:23.497 |      |
| —     | Yerkebulan Shamukhanov (KAZ) | PEN      |      |

### Semifinali

#### Gruppo 1
| Class | Atleta                  | Tempo    | Note |
| ----- | ----------------------- | -------- | ---- |
| 1     | Seo Yi-ra (KOR)         | 1:24.641 | QA   |
| 2     | Lee Jung-su (KOR)       | 1:25.080 | QA   |
| 3     | Han Tianyu (CHN)        | 1:25.150 | QB   |
| 4     | Adil Galiakhmetov (KAZ) | 1:25.880 | QB   |
| 5     | Xu Hongzhi (CHN)        | 1:32.092 |      |

#### Gruppo 2
| Class | Atleta                   | Tempo    | Note |
| ----- | ------------------------ | -------- | ---- |
| 1     | Sin Da-woon (KOR)        | 1:26.853 | QA   |
| 2     | Keita Watanabe (JPN)     | 1:27.001 | QA   |
| 3     | Hiroki Yokoyama (JPN)    | 1:27.149 | QB   |
| 4     | Kazuki Yoshinaga (JPN)   | 1:27.412 | QB   |
| 5     | Mersaid Zhaxybayev (KAZ) | 1:27.751 |      |

### Finali

#### Finale B
| Class | Atleta                  | Tempo    |
| ----- | ----------------------- | -------- |
| 1     | Han Tianyu (CHN)        | 1:28.292 |
| 2     | Kazuki Yoshinaga (JPN)  | 1:28.390 |
| 3     | Hiroki Yokoyama (JPN)   | 1:28.898 |
| 4     | Adil Galiakhmetov (KAZ) | 1:31.417 |

#### Finale A
| Class   | Atleta               | Tempo    |
| ------- | -------------------- | -------- |
| Oro     | Seo Yi-ra (KOR)      | 1:24.097 |
| Argento | Sin Da-woon (KOR)    | 1:24.119 |
| 3       | Lee Jung-su (KOR)    | 1:24.169 |
| Bronzo  | Keita Watanabe (JPN) | 1:24.395 |

- Il Sudcoreano Lee Jung-su si è classificato 3° con il tempo di 1.24,169, ma la medaglia di bronzo è stata attribuita al giapponese Keita Watanabe arrivato 4º perché il regolamento consentiva l'attribuzione di massimo due medaglie per ogni comitato olimpico partecipante e la Corea del Sud aveva già ottenuto l'oro e l'argento.